# Kapelle Jagetzow

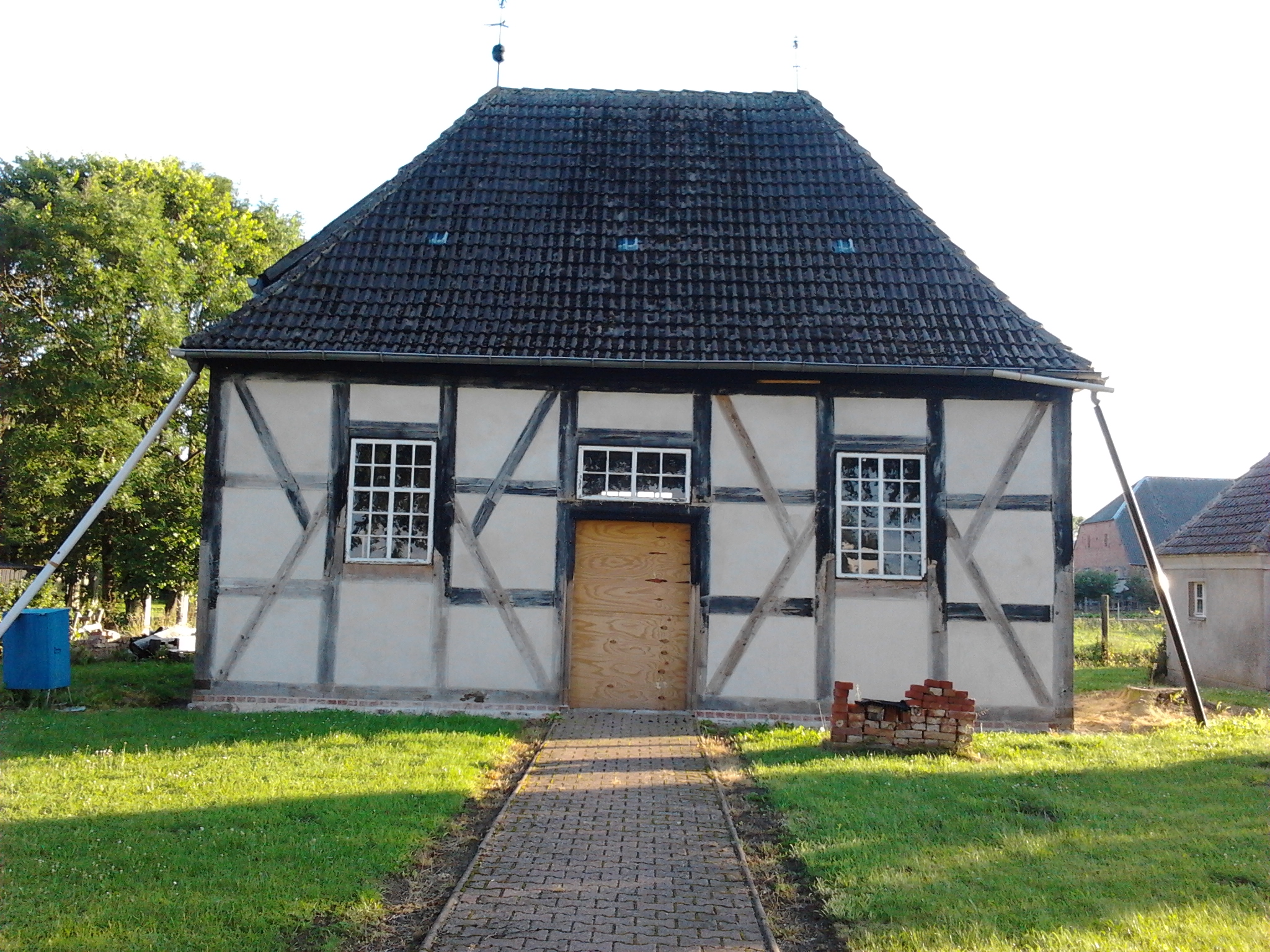
Kapelle Jagetzow, Nordostseite während der Sanierung 2011

Die Kapelle Jagetzow ist ein Kirchengebäude im Ortsteil Jagetzow der Gemeinde Völschow im Landkreis Vorpommern-Greifswald. Die als Fachwerkbau errichtete Saalkirche gehört zur Kirchengemeinde Kartlow–Völschow in der Propstei Demmin des Pommerschen Evangelischen Kirchenkreises.

## Geschichte
Das Baujahr wird unterschiedlich angegeben. Nach Hugo Lemcke wurde die Kapelle 1726 errichtet, entsprechend der Jahreszahl auf der Wetterfahne. Karl Rodbertus datierte das Gebäude auf 1733. Dem Pastor Olaf Hasert zufolge, wurde die Kapelle 1742 errichtet. Da die Anlage der Kapelle mit dem Bau einer Grablege in Zusammenhang steht, ist 1733 als Baujahr wahrscheinlich.
Der Rittergutsbesitzer Gustav Sasse (auch Gustavus Sasse; * 1695, † um 1754) ließ die Kapelle auf der Nordseite des Gutsparks auf den Ruinen („Trümmerstätte“) eines vorreformatorischen Kirchenbaus errichten. Das Gut Jagetzow war damit eines der wenigen Güter Pommerns, zu dem eine Privatkapelle gehörte. Das Dorf war damals zur Kirche Gramzow eingepfarrt. Sasse hatte damals offenbar verlangt, dass der Gramzower Pastor regelmäßig Gottesdienste in Jagetzow abhalten solle. Sowohl der vom Konsistorium unterstützte Pastor als auch der Gramzower Kirchenpatron hatten dies verweigert, da die Kapelle nicht öffentlich, sondern nur privat war, und behaupteten, Sasse wolle sich nur einen Besitzstand erschleichen. Gottesdienste wurden daher seitdem nur nach Privatabkommen in Jagetzow gehalten. Beim Amtsantritt des Gramzor Pastors von Essen 1796 wurde dieser, im Beisein des Patrons Otto Bogislaw von Parsenow, offiziell auch als Prediger von Jagetzow eingeführt. 1824 schenkte König Friedrich Wilhelm III. von Preußen der Kapelle eine Agende mit persönlicher Widmung.
1835 erwarb Karl Rodbertus das Rittergut einschließlich der Kapelle und des umliegenden Friedhofs bei einer Zwangsversteigerung als Privateigentum. Privatabkommen über die Gottesdienste wurden in einem Dekret der Königlichen Regierung vom 13. April 1841, die Jagetzower Kapelle betreffend, für statthaft erklärt. Zugleich wurde darin befunden, dass die Abhaltung und Häufigkeit von Gottesdiensten in der Kapelle „nicht vom Gutdünken des Patrons abhänge.“ Mit dem Amtsantritt des Gramzower Pastors Adolf Klopsch 1868 wechselte die kirchliche Sicht auf die Verhältnisse in Jagetzow. Klopsch empfand „das Verhältnis eines stillschweigend mündlich bestehenden Privatvertrages und einer gänzlichen Abhängigkeit von der Gutsherrschaft als unwürdig.“ Deshalb strebte er eine amtliche Stellung in der Jagetzower Kapelle an, was zum Streit zwischen ihm und Rodbertus über die Besitzverhältnisse führte. Der sich zuspitzende Konflikt ist zum Teil als Briefwechsel erhalten. Nachdem Rodbertus in einem Brief an Klopsche vom 1. Juni 1868 das Verhältnis zum Pastor als „endgültig zerrüttet“ bezeichnet hatte, schaltete sich die Abteilung für Kirchen- und Schulwesen der Königlichen Regierung ein. Diese appellierte in einem Schreiben vom 18. Juni 1868 an die soziale Verantwortung des Gutsherrn gegenüber seinen Untertanen. Davon offenbar beeindruckt, bot Rodbertus Klopsch an, zu den mit dessen Vorgänger vereinbarten Bedingungen, zunächst für ein Jahr regelmäßig Gottesdienste in Jagetzow abzuhalten. Klopsch ging jedoch darauf nicht ein, sondern nahm den Standpunkt ein, das auch ein privat errichtetes Gotteshaus der Gemeinde gehöre und als Schenkung zu betrachten sei. Erst nach einer erneuten Intervention von Seiten der Regierung sahen sich beide in der Lage eine vorläufige Einigung zur Abhaltung von Gottesdiensten zu erreichen.
Noch vor Ablauf des einjährigen Vertrages verklagte die Regierung Rodbertus am 5. Oktober 1869 beim Kreisgericht Demmin auf Anerkennung der Jagetzower Kapelle „als ein öffentliches, dem Gemeindegottesdienste gewidmetes Gebäude“ und verlangte „ihm die erhobenen Eigenthums-Ansprüche auf diese Kapelle abzusprechen“, worauf Klopsch alle Gottesdienste in Jagetzow absetzte. Am 22. März 1870 wurde die Klage abgewiesen und das Privateigentum der Gutsherrschaft an der Kapelle in vollem Umfang bestätigt. Das Konsistorium der Provinz Pommern wies Pastor Klopsch an, das Urteil zu akzeptieren. Trotzdem wurden in den folgenden Jahren bis 1880 keine Gottesdienste in Jagetzow abgehalten.
Erst die Adoptivtochter und Erbin von Rodbertus, Anna von Lindheim, verw. von der Osten-Warnitz, einigte sich 1880 mit dem Gramzower Pastor Wilhelm Klopsch, der die Nachfolge seines Vaters angetreten hatte, auf die Wiedereinführung von Gottesdiensten und ließ die Kapelle sanieren. 1910 kam es wegen der Kapelle noch einmal zu Streitigkeiten zwischen dem Gramzower Pastor Olaf Hasert und dem damaligen Gutsbesitzer und Enkel von Rodbertus, Oskar von der Osten-Warnitz.
Nach dem Konkurs des Gutes und dessen Aufsiedlung in den Jahren 1931/1932 wurde das Kapellengrundstück an die Kirchengemeinde Gramzow verkauft.
Zwischen 2010 und 2015 erfolgten umfangreiche Sanierungsmaßnahmen.

## Gebäude und Ausstattung
Die Kapelle wurde als Saalkirche in Fachwerkbauweise auf einem gemauerten Sockel von rechteckigem Grundriss errichtet. Sie ist nicht geostet, ihre Längsachse ist von Nordwest nach Südosten ausgerichtet. Die Fachwerkfassade wurde zuletzt 2010/2011 saniert. Außer auf der Altarseite befindet sich in jeder Wand eine Tür. Die Tür in der Südwestseite wurde bei Renovierungsarbeiten 1977/1978 zugemauert. Bei der Sanierung der Fassaden wurde 2011 die Dreitürigkeit wieder hergestellt.
Der barocke Kanzelaltar von 1741 ist in farbigen Akanthusschnitzereien gehalten. Beiderseits des Kanzelkorbs befinden sich allegorische Figuren von Hoffnung und Glaube. Unter dem Schalldeckel befindet sich eine Heiliggeisttaube, darüber ein seine Brust öffnender Pelikan. Der Aufgang zum Kanzelkorb erfolgt durch einen Sakristeiverschlag von der linken Seite. Unterhalb von Altarblock und Altarschranke befindet sich eine bauzeitliche Grablege.
Die Muldendecke ist in der Art eines Sternenhimmels bemalt. In ihrem Zentrum ist Christus als Weltenrichter dargestellt. Vier Engel mit Posaunen umgeben ihn. Diese führen jeweils ein in barocker Schriftart beschriebenes Band mit Worten aus dem Evangelium nach Lukas (Lk 2,14 ): „Ehre sey Gott in der Höhe/Friede auf Erden/Und den Menschen/Ein Wohl gefallen.“
Das Geläut besteht aus zwei Glocken, die 1741 vom Stettiner Glockengießer Johann Heinrich Scheel gegossen wurden. Sie befinden sich in einem zweijochigen Glockenstuhl unter einer Schleppgaube auf der Südseite des Walmdaches.
Zwei kartuschenähnliche Wandleuchter sind Arbeiten des Bildschnitzers Max Uecker aus dem Jahr 1926.